# Иглезијас
Иглезијас (итал. Iglesias, на месном говору: Igrèsias) град је у западној Италији. Иглезијас је једно од средишта истоименог округа Карбонија-Иглезијас у оквиру италијанске покрајине Сардинија.
Град Иглезијас је један од градова у држави са највишом стопом незапослености (48%).

## Природне одлике
Град Иглезијас налази се у југозападном делу Сардиније, на 50 km западно од Каљарија. Град се налази у омањој котлини, на 10ак километара западно од Средоземног мора. Јужно од града издиже се планина Иглезијенте. 

## Становништво
Према резултатима пописа становништва 2011. у општини је живело 27.674 становника.
| 1931.  | 1936.  | 1951.  | 1961.  | 1971.  | 1981.  | 1991.  | 2001.  | 2011.  |
| ------ | ------ | ------ | ------ | ------ | ------ | ------ | ------ | ------ |
| 22.335 | 20.685 | 26.146 | 28.004 | 28.081 | 30.119 | 30.134 | 28.170 | 27.674 |

Иглезијас данас има око 28.000 становника, махом Италијана. То је 1,5 пута више него на почетку 20. века. Последњих деценија број становника у граду опада.

## Партнерски градови
- Оберхаузен
- Пиза